# Mary Higgins Clark

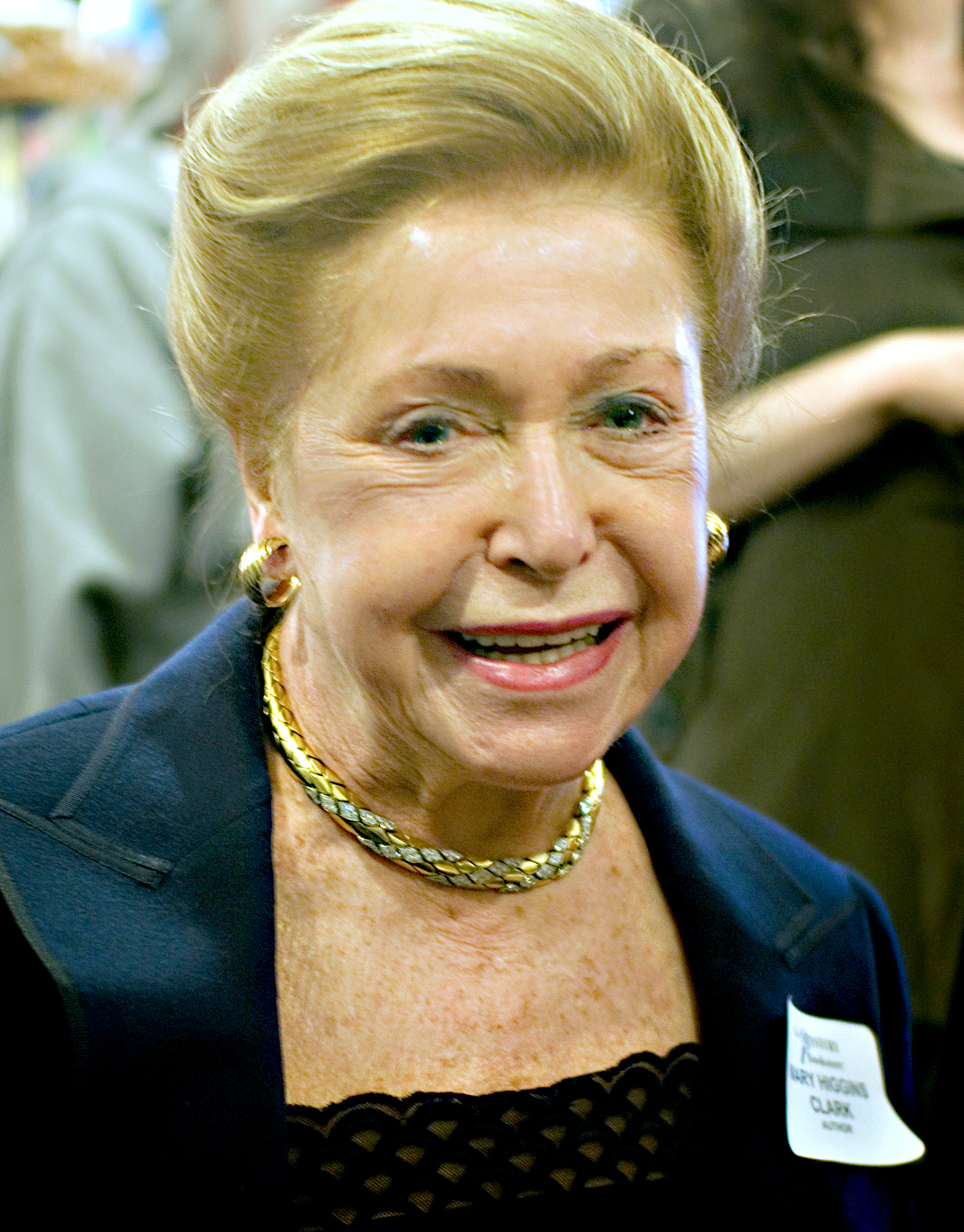
Mary Higgins Clark (2009)

Mary Higgins Clark, född 24 december 1927 i Bronx i New York, död 31 januari 2020 i Naples i Florida, var en amerikansk författare av detektivromaner och psykologiska rysare.
Som ung arbetade hon på reklambyrå och som flygvärdinna innan hon gifte sig och bildade familj. I slutet på 1950-talet började hon skriva noveller som publicerades i tidskrifter i USA och England. 1964 avled hennes make plötsligt av en hjärtattack och Clark stod ensam med fem barn att försörja. Hon började då författa på heltid och vann snabbt stor popularitet med sina detektivromaner. Hon hade alltid velat studera och 1979, efter fyra års studier, avlade hon examen i filosofi vid Fordhamuniversitetet i New York. Clark har vunnit många fina priser och utmärkelser, både i USA och internationellt. Hon har också varit ordförande i de amerikanska deckarförfattarnas förening.

## Verk
Detektivromaner, ett urval:
- Dömd av det förflutna, 1976 (Where are the children?)
- Nattens onda öga, 1981 (A stranger is watching)
- Liv för liv, 1982 (The cradle will fall)
- Porträtt av ondskan, 1983 (A cry in the night)
- Inget val, 1985 (Stillwatch)
- Medan min sköna sover, 1990 (While my pretty one sleep)
- Anastasiasyndromet, 1992 (The Anastasia syndrome)
- Älskar musik och dans, 1993 (Loves music, loves to dance)
- Lauries fyra ansikten, 1993 (All around the town)
- Remembers hus, 1995 (Remember me)
- Mördad av misstag, 1997 (I'll be seeing you)
- De viktorianska klockorna, 1998 (Moonlight becomes you)
- Rosenmordet, 1999 (Let me call you sweetheart)
- Du tillhör mig, 2001 (You belong to me)
- Drömhuset, 2004 (On the street where you live)